# No More Mr. Nice Guy
No More Mr. Nice Guy ist ein 1973 veröffentlichtes Lied von Alice Cooper von dem Album Billion Dollar Babies.
Cooper schrieb das Lied vor dem Hintergrund der Reaktionen der Kirchengemeinde seiner Mutter, die vor allem sein Auftreten bei den Bühnenshows der Band kritisierte. Musikalisch sollte es wie ein Durchschlag von The Whos 1966 veröffentlichter Single Substitute sein und nach Coopers eigener Aussage ein Tribut an Lieder wie dieses.

## Kommerzieller Erfolg
No More Mr. Nice Guy war die dritte Singleauskopplung von dem Album Billion Dollar Babies. In Deutschland hielt sich das Lied 14 Wochen in den Charts und stieg dabei bis auf Platz 10, während es in Österreich acht Wochen in den Charts vertreten war und Platz 14 erreichte. Im Vereinigten Königreich wurde wie bei den beiden vorher veröffentlichten Singles Elected und Hello Hooray mit Platz 4 wieder eine Top-10-Platzierung erreicht. Eine weitere Top-10-Platzierung erreichte das Lied in den Niederlanden.

## Coverversionen
No More Mr. Nice Guy wurde u. a. von Megadeth für den Soundtrack zu dem Film Shocker gecovert und erreichte in den britischen Charts Platz 13. Pat Boone spielte das Lied für sein 1997 erschienenes Album In a Metal Mood: No More Mr. Nice Guy neu ein.

## Rezeption
In der 2012 erschienenen Horrorkomödie Dark Shadows von Regisseur Tim Burton mit Schauspieler Johnny Depp spielt Alice Cooper den Song No More Mr. Nice Guy bei einem filmischen Gastauftritt.